# Бійня в Магшегрі
Бійня в Магшегрі (перс. کشتار ماهشهر) — масове вбивство протестувальників у місті Магшегр, Іран, що відбувалося 16-20 листопада 2019 року під час іранських протестів 2019 року.

## Наслідки
18 січня 2020 року Державний департамент США ввів санкції проти бригадного генерала Хасана Шахварпура, відповідального за бійню в Магшегрі.